# Lennart Hellsing
Paul Lennart Hellsing (Fagersta, 5 juni 1919 – Stockholm, 25 november 2015) was een Zweedse schrijver en vertaler.
Samen met Astrid Lindgren en Tove Jansson wordt hij beschouwd als een van de zogenaamde ‘giganten’ van de Zweedstalige kinderliteratuur, die de leefwereld en de fantasie van het kind centraal plaatsten. Hij is vooral bekend om zijn gedichten en liedjes voor kinderen.

## Werk
Hellsing debuteerde in 1945 met het kinderboek Katten blåser i silverhorn en de dichtbundel Akvarium. Met het boek Krakel Spektakel och Kusin Vitamin (1952) begon een lange samenwerking met illustrator Poul Ströyer. Het personage Krakel Spektakel komt sindsdien in verschillende van Hellsings boeken terug. Hellsings Bananbok (1975) is een volledig boek met versjes over bananen die leven in het bananenland. Het werd geïllustreerd door Tommy Östmar, en later ook op muziek gezet door Georg Riedel. Andere teksten van Hellsing werden ook op muziek gezet door Knut Brodin en Miklós Maros. Den underbara pumpan (1975, geïllustreerd door Svend Otto Sørensen) verscheen in het Nederlands als De reis van de luchtberen.
Hij won tal van prijzen, waaronder de Nils Holgersson-plaket in 1951, de prestigieuze Astrid Lindgrenprijs in 1970 en de Zweedse koninklijke medaille Litteris et Artibus in 1999.